# Boreren
Boreren is een thermochemisch proces waarbij boor onder een hoge temperatuur aan het oppervlak ijzerboriden (Fe2B en FeB) vormt. Afhankelijk van het toegepaste proces - vloeibare, vaste of gasvormige media - spreekt men van badboreren, pakboreren of gasboreren. Het gasboreren kan worden uitgevoerd door middel van Chemical vapor deposition (CVD).
Door de harde maar zeer brosse boridelaag ontstaat een oppervlak met goede loop- en slijtage-eigenschappen. De laag geeft betere resultaten dan chromateren.

## Kenmerken
De laagdikte bedraagt 10-300 µm. De temperatuurbestendigheid is tot 500°C en de oppervlaktehardheid bedraagt 1,6-2 millivickers.

## Toepassingen
Het boreren wordt toegepast bij slijtvaste en corrosievaste lagen, vaak bij hoge temperaturen.
Typische toepassingen zijn: schuifafsluiters in de chemische industrie, doseerschroeven, roterende spinkoppen, gereedschappen in de glasindustrie, slijtplaten, onderdelen van gasturbines, dieselmotoren en tandwielen.